# The Survivors' Suite
The Survivors' Suite från 1977 är ett musikalbum med Keith Jarretts ”American Quartet”. Albumet spelades in i april 1976 i Tonstudio Bauer, Ludwigsburg, Västtyskland.

## Låtlista
All musik är skriven av Keith Jarrett.
1. The Survivor's Suite (Beginning) – 27:21
2. The Survivor's Suite (Conclusion) - 21:18

## Medverkande
- Keith Jarrett – piano, sopransaxofon, blockflöjt, celesta, trummor
- Dewey Redman – tenorsaxofon, slagverk
- Charlie Haden – bas
- Paul Motian – trummor, slagverk